# Tihanyi Károly
Dr. Tihanyi Károly (Szeged, 1914. január 5. – Budapest, 2006. március 29.) piaristáknál tanult legendás hírű, vasdiplomás, magyar-latin szakos gimnáziumi tanár.

## Élete
Édesanyja Riszke Irén, édesapja vasúti hivatalnok volt. 1923-ban szegedi piarista kisdiák lett, a rendhez ezt követően tizenegy éven át kötődött szorosan. 1929-től novíciusként tanult a Váci Piarista Gimnáziumban, majd 1932-től a Budapesti Piarista Gimnáziumban. 1934-ben azonban szerelembe esett és civilként folytatta az életét.
1938-ban védte meg doktori értekezését a Magyar Királyi Pázmány Péter Tudományegyetem bölcsészkarán.
Oktatói munkáját Dunaszerdahelyen kezdte 1940-ben. A második világháborúban besorozták a hadseregbe, ahol súlyosan megsebesült. Gyógykezelése és szovjet fogsága 28 hónapon át tartott. Egy katonai kórházban háromszor is műtötték, jobb karja azonban maradandó sérülést szenvedett.
1946-ban a ferencvárosi Fáy András Gimnázium tanára lett, ahol számos későbbi akadémikus és más értelmiségi nevelésében vett részt. Az 1956-os forradalom alatti magatartása miatt az iskolából nem sokra rá eltávolították. 1957-től a kőbányai Szent László Gimnáziumban taníthatott. Dr. Fekete József akkori gimnáziumi igazgató szeretettel fogadta azzal, hogy „Karcsikám, itt majd meg fogsz nyugodni, itt majd nyugodtan dolgozhatsz.” Negyven éven át tanított a kerületben, amiért György István, Kőbánya polgármestere kitüntette. Aktív éveiben sohasem kérkedett azzal, hogy politikai büntetésből került a külvárosba, mivel ezzel tanítványait és kollégáit sértette volna meg. Ugyanakkor óráin gyakran emlékeztetett rá, hogy Magyarország nem független.
1994-ben egykori tanítványai és a Magyar Tudományos Akadémia elnöke köszöntötte: Vizi E. Szilveszter, Reményi Károly, Poszler György, Glatz Ferenc, Kroó Norbert, Makara B. Gábor és Pléh Csaba. Tanári pályafutása 57 éven át, 1997-ig tartott úgy, hogy párhuzamosan több más intézményben is tanított.
Két fia született, számos unokája és dédunokája. 2006-ban a Magyar Televízió megbízásából portréfilmet készítettek róla
. Élete jó részét a Ferencvárosban élte le. A külső-ferencvárosi Szent Kereszt-templomban nyugszik.

## Munkássága
Szegeden Sík Sándor, Budapesten Horváth János tanárai voltak nagy hatással rá, édesapja nevelésén kívül. A piarista gimnáziumra írt jelmondat („Pietati et Scientiis”, azaz „A jámborságnak és a tudománynak”) egész életén át hatott rá.
Doktori dolgozatát Kiss Károly irodalmi munkásságáról írta, mely 1938-ban nyomtatásban is megjelent.
1973-as értékelése szerint kiemelkedően képzett szaktanár volt. Hangulatos óráit sok szeretet fűtötte át, óráit a tanítványai nagyon szerették. Irodalmi esteket rendezett, irányította a szavaló- és szép kiejtési versenyeket, rendezte az iskolai UNESCO ünnepélyeket és vezette a tanulószobát, ahol folyamatosan korrepetálta a növendékeket, segítette őket az egyetemi, főiskolai felvételire való felkészülésben. Még végzett növendékei is éveken át visszajártak hozzá. A tanításhoz szükséges audió-vizuális eszközök fejlesztésére és az iskolai könyvtár-állomány bővítésére minden évben társadalmi munkára mozgósította tanítványait. Külön figyelme volt a fizikai dolgozó szülők gyermekeire, akiknek speciális szakkört vezetett.
A gimnáziumban a magyar szakos munkaközösség vezetője volt, és számos alkalommal tartott bemutató tanítást a főváros magyar szakos tanárainak.
Az iskolán kívül is komoly szaktekintéllyel rendelkezett. Évekig volt a magyar szakos tanárjelöltek vezetőtanára. Az Országos Pedagógiai Intézet részére humán szakköri tematikát dolgozott ki, a Fővárosi Pedagógiai Intézet szervezésében pedig továbbképző előadásokat tartott. Munkatársa volt a Magyar Irodalmi Lexikonnak. Diákszemmel – Diák szívvel címmel 1989-ben cikket írt Sík Sándor emlékezetéről.
Évtizedeken át dolgozott az esti felnőttoktatásban. Az Eötvös Loránd Gépipari Technikum és Szakközépiskola keretében több, mint 25 éven át tanított, később a Szent László Gimnázium esti tagozatán is. Az 1990-es években, csaknem 80 évesen, irodalmat tanított és érettségiztetett a kőbányai Kozma utcai börtönben.

## Kitüntetései
- Földes Ferenc-díj (1973)
- Kőbányáért-díj (1994)

## Híres mondásai
- „…súlyosan megsebesültem a keleti fronton - meg kellett tanulnom bal kézzel írni. Szerencsém, hogy eredetileg balkezes voltam.”
- „Nem hívő módjára könnyebb élni, hívő módjára könnyebb meghalni.”

## Emlékezete
- Szeretet és tudás útján. Dr. Tihanyi Károly tanár (1914-2006). címmel az MTV portréfilmet mutatott be róla. Készítették: Fodor Katalin szerkesztő, Kálmán János rendező, Sibalin György operatőr, Sz. Gábor Ágnes beszélgetőtárs, Tranger Márta vágó.
- A Szent László Gimnáziumban tanteremet neveztek el róla.
- „Családomon kívül legnagyobb befolyással ezek az iskolák voltak rám: a bencéseknél különösképpen Szunyogh Xavér Ferenc tanár úr, aki később lelki atyám is lett, a Fáyban pedig Tihanyi Károly. Mindketten magyartanárok voltak.” – Vizi E. Szilveszter visszaemlékezése.[5]
- „…akkor kerültem a Fáy gimnáziumba, ami egy egészen ragyogó iskola volt. Ott volt egy Tihanyi Károly nevű magyartanárom, aki csak a bal kezével tudott írni, mert a jobbat egy golyó eltalálta a háborúban. Egészen ragyogó tanár volt, tőle tanultam meg, hogy a legnagyobb magyar költő Vörösmarty Mihály.” – Poszler György visszaemlékezése.[6]
- „Apánk helyett is apánk volt…” – egy Kozma utcai elítélt.